# 海牙舊市政廳

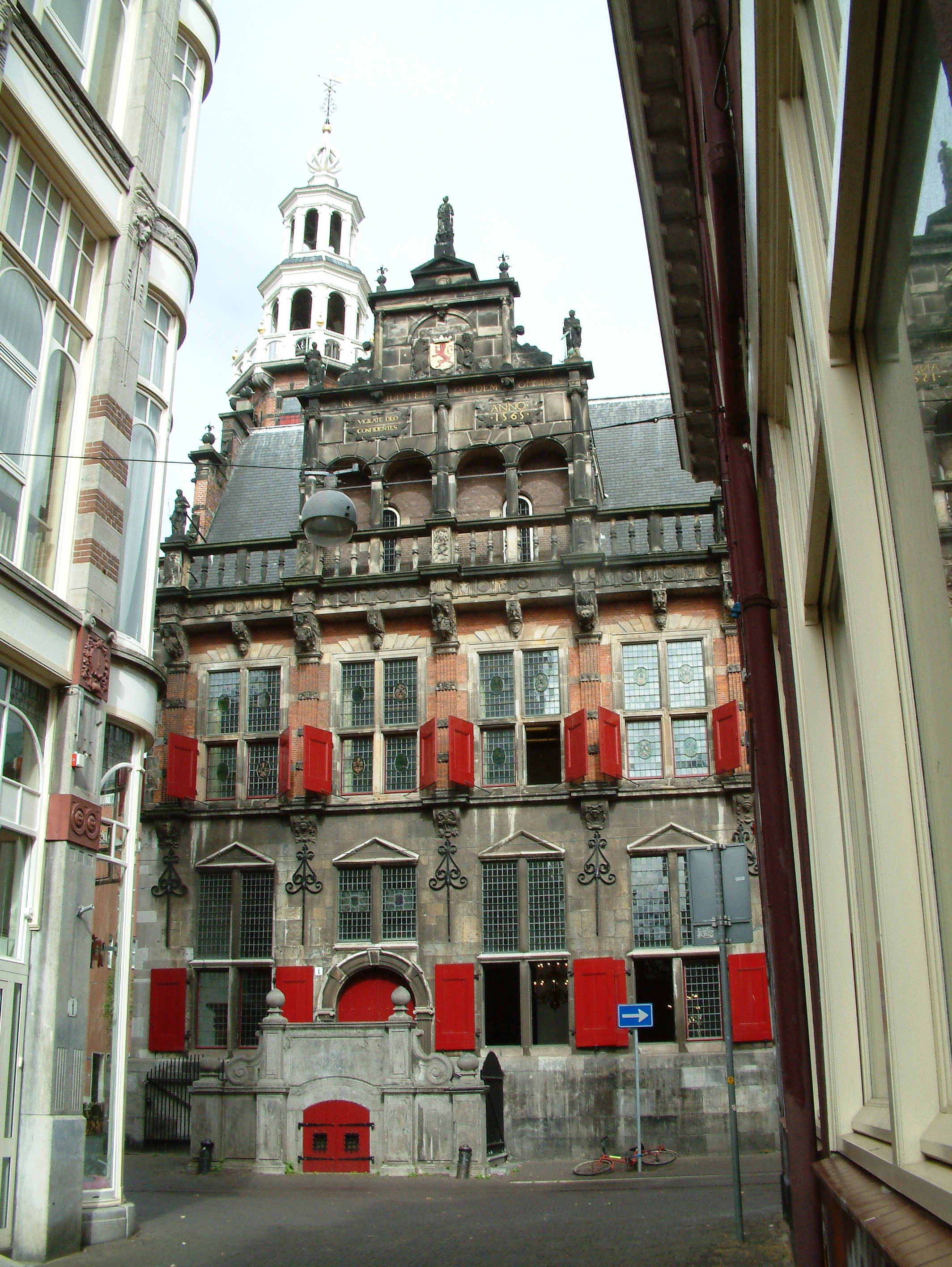
海牙舊市政廳

海牙舊市政廳是荷蘭城市海牙的一座建築，外觀為文藝復興式風格。這座建築始建於1565年，在1882年進行了修復和擴建。現在海牙市政府雖然已經不在這裡辦公，但舊市政廳依然用於舉辦婚禮，荷蘭皇室成員也在這裡登記出生人口。
52°4′40″N 4°18′30″E / 52.07778°N 4.30833°E